# Liste der Stolpersteine in Viernheim
Die Liste der Stolpersteine in Viernheim enthält alle Stolpersteine, die im Rahmen des gleichnamigen Projekts von Gunter Demnig in Viernheim verlegt wurden. Mit ihnen soll an Opfer des Nationalsozialismus erinnert werden, die in Viernheim lebten und wirkten.

## Verlegte Stolpersteine
| Adresse                              | Verlege- datum | Person, Inschrift | Bild                                   | Anmerkung |
| ------------------------------------ | -------------- | --- | -------------------------------------- | --- |
| Hügelstraße 20a, Viernheim ·         | 25. Juni 2013  | Hier wohnte Johanna Lilienfeld geb. Goldstein Jg. 1888 Flucht 1939 USA überlebt                                                                | Stolperstein für Johanna Lilienfeld    | |
| Hügelstraße 20a, Viernheim ·         | 25. Juni 2013  | Hier wohnte Amalie Lilienfeld Jg. 1913 Flucht 1937 USA überlebt                                                                                | Stolperstein für Amalie Lilienfeld     | |
| Hügelstraße 20a, Viernheim ·         | 25. Juni 2013  | Hier wohnte Ernestine Goldstein geb. Schild Jg. 1900 Flucht 1933 Palästina überlebt                                                            | Stolperstein für Ernestine Goldstein   | |
| Hügelstraße 20a, Viernheim ·         | 25. Juni 2013  | Hier wohnte Herbert Goldstein Jg. 1901 Flucht 1933 Palästina überlebt                                                                          | Stolperstein für Herbert Goldstein     | |
| Hügelstraße 20a, Viernheim ·         | 25. Juni 2013  | Hier wohnte Lutz Goldstein Jg. 1927 Flucht 1933 Palästina überlebt                                                                             | Stolperstein für Lutz Goldstein        | |
| Hügelstraße 20a, Viernheim ·         | 25. Juni 2013  | Hier wohnte Heinrich Goldstein Jg. 1928 Flucht 1933 Palästina überlebt                                                                         | Stolperstein für Heinrich Goldstein    | |
| Spitalplatz 2, Viernheim ·           | 25. Juni 2013  | Hier wohnte Siegfried Weissmann Jg. 1898 ‘Schutzhaft’ 1938 Dachau unfreiwillig verzogen 1939 Steinfurth Flucht 1940 USA überlebt               | Stolperstein für Siegfried Weissmann   | Siegfried Weißmann wurde „Sigges“ genannt. In der Pogromnacht wurde sein Haus angezündet. Seine Frau Erna floh mit Sohn Heinrich auf die Straße. Ein mutiger Nachbar stand der Familie bei und ließ sie in sein Haus. Heinrich war damals zwei Jahre alt. 1940 floh die Familie in die USA. |
| Spitalplatz 2, Viernheim ·           | 25. Juni 2013  | Hier wohnte Erna Weissmann geb. Bruck Jg. 1901 unfreiwillig verzogen 1939 Steinfurth Flucht 1940 USA überlebt                                  | Stolperstein für Erna Weissmann        | Siegfried Weißmann wurde „Sigges“ genannt. In der Pogromnacht wurde sein Haus angezündet. Seine Frau Erna floh mit Sohn Heinrich auf die Straße. Ein mutiger Nachbar stand der Familie bei und ließ sie in sein Haus. Heinrich war damals zwei Jahre alt. 1940 floh die Familie in die USA. |
| Spitalplatz 2, Viernheim ·           | 25. Juni 2013  | Hier wohnte Heinrich David Weissmann Jg. 1936 unfreiwillig verzogen 1939 Steinfurth Flucht 1940 USA überlebt                                   | Stolperstein für Heinrich Weissmann    | Siegfried Weißmann wurde „Sigges“ genannt. In der Pogromnacht wurde sein Haus angezündet. Seine Frau Erna floh mit Sohn Heinrich auf die Straße. Ein mutiger Nachbar stand der Familie bei und ließ sie in sein Haus. Heinrich war damals zwei Jahre alt. 1940 floh die Familie in die USA. |
| Rathausstraße 51, Viernheim ·        | 25. Juni 2013  | Hier wohnte Dina Weissmann geb. Hochstädter Jg. 1867 unfreiwillig verzogen 1936 Mannheim deportiert 1940 Gurs ermordet                         | Stolperstein für Dina Weissmann        | Dina Weißmann war die Witwe von Siegfrieds Onkel Hermann; sie war in Lampertheim aufgewachsen. Bei der Deportation in das Lager Gurs (Südfrankreich) war sie 73 Jahre alt. |
| Hügelstraße 7, Viernheim ·           | 25. Juni 2013  | Hier wohnte Heinrich Löw Jg. 1882 ‘Schutzhaft’ 1938 Dachau Flucht 1939 Luxemburg USA überlebt                                                  | Stolperstein für Heinrich Löw          | |
| Hügelstraße 7, Viernheim ·           | 25. Juni 2013  | Hier wohnte Rosa Löw geb. Mayer Jg. 1884 Flucht 1939 USA überlebt                                                                              | Stolperstein für Rosa Löw              | |
| Hügelstraße 7, Viernheim ·           | 25. Juni 2013  | Hier wohnte Ruth Löw Jg. 1912 unfreiwillig verzogen 1936 Darmstadt Flucht 1939 USA überlebt                                                    | Stolperstein für Ruth Löw              | |
| Hügelstraße 7, Viernheim ·           | 25. Juni 2013  | Hier wohnte Lea Löw Jg. 1916 unfreiwillig verzogen 1935 Bürstadt Flucht 1939 USA überlebt                                                      | Stolperstein für Lea Löw               | |
| Mannheimer Straße 1, Viernheim ·     | 25. Juni 2013  | Hier wohnte Mayer Kaufmann Jg. 1858 ‘Schutzhaft’ 1938 Dachau Flucht 1939 England überlebt                                                      | Stolperstein für Mayer Kaufmann        | |
| Mannheimer Straße 1, Viernheim ·     | 25. Juni 2013  | Hier wohnte Sofie Kaufmann geb. Kaufmann Jg. 1864 Flucht 1939 England überlebt                                                                 | Stolperstein für Sofie Kaufmann        | |
| Mannheimer Straße 9, Viernheim ·     | 25. Juni 2013  | Hier wohnte Isaak Kaufmann Jg. 1866 ‘Schutzhaft’ 1938 Dachau Flucht 1939 England überlebt                                                      | Stolperstein für Isaak Kaufmann        | |
| Mannheimer Straße 9, Viernheim ·     | 25. Juni 2013  | Hier wohnte Frieda Kaufmann geb. Kaufmann Jg. 1975 Flucht 1939 England überlebt                                                                | Stolperstein für Frieda Kaufmann       | |
| Lampertheimer Straße 22, Viernheim · | 13. Juli 2014  | Hier wohnte Johannes Lamberth Jg. 1880 Bürgermeister denunziert abgesetzt 1933 gedemütigt/entrechtet tot 1936                                  | Stolperstein für Johannes Lamberth     | |
| Lampertheimer Straße 22, Viernheim · | 13. Juli 2014  | Hier wohnte Luise Lamberth geb. Decker Jg. 1887 gedemütigt/entrechtet überlebt                                                                 | Stolperstein für Luise Lamberth        | |
| Hügelstraße 4, Viernheim ·           | 13. Juli 2014  | Hier wohnte Hugo Weissmann Jg. 1858 unfreiwillig verzogen 1934 Mannheim Flucht in den Tod 14.4.1936                                            | Stolperstein für Hugo Weissmann        | |
| Hügelstraße 6, Viernheim ·           | 13. Juli 2014  | Hier wohnte Robert Weissmann Jg. 1864 unfreiwillig verzogen 1938 Freiburg deportiert 1940 Gurs tot 19.12.1940                                  | Stolperstein für Robert Weissmann      | |
| Hügelstraße 6, Viernheim ·           | 13. Juli 2014  | Hier wohnte Karolin Weissmann geb. Weil Jg. 1869 unfreiwillig verzogen 1938 Freiburg deportiert 1940 Gurs befreit/überlebt                     | Stolperstein für Karolin Weissmann     | |
| Molitorstraße 1a, Viernheim ·        | 13. Juli 2014  | Hier wohnte Sara Schindler geb. Schiffer Jg. 1865 Flucht 1940 Belgien interniert Mechelen deportiert 1943 ermordet in Auschwitz                | Stolperstein für Sara Schindler        | |
| Molitorstraße 1a, Viernheim ·        | 13. Juli 2014  | Hier wohnte Ferdinand Schindler Jg. 1909 Flucht 1938 USA                                                                                       | Stolperstein für Ferdinand Schindler   | |
| Molitorstraße 1a, Viernheim ·        | 13. Juli 2014  | Hier wohnte Augusta Zehner geb. Schindler Jg. 1897 Flucht 1939 Belgien interniert Mechelen deportiert 1942 ermordet in Auschwitz               | Stolperstein für Augusta Zehner        | |
| Molitorstraße 1a, Viernheim ·        | 13. Juli 2014  | Hier wohnte Minna Schindler geb. Spirer Jg. 1908 Flucht 1939 Belgien mit Hilfe überlebt                                                        | Stolperstein für Minna Schindler       | |
| Molitorstraße 1a, Viernheim ·        | 13. Juli 2014  | Hier wohnte Heinz Schindler Jg. 1933 Flucht 1939 Belgien mit Hilfe überlebt                                                                    | Stolperstein für Heinz Schindler       | |
| Weinheimer Straße 67, Viernheim ·    | 10. Juli 2015  | Hier wohnte Max Friedrich Ullmann Jg. 1882 verhaftet 18.6.1938 Sachsenhausen ermordet 2.7.1938                                                 | Stolperstein für Max Friedrich Ullmann | |
| Weinheimer Straße 67, Viernheim ·    | 10. Juli 2015  | Hier wohnte Minna Ullmann geb. Ullmann Jg. 1882 deportiert 1942 Piaski ermordet                                                                | Stolperstein für Minna Ullmann         | |
| Weinheimer Straße 67, Viernheim ·    | 10. Juli 2015  | Hier wohnte Stella Ullmann Jg. 1909 Flucht 1939 England USA                                                                                    | Stolperstein für Stella Ullmann        | |
| Luisenstraße 36, Viernheim ·         | 10. Juli 2015  | Hier wohnte Max Liebster Jg. 1915 verhaftet 1939 Sachsenhausen 1941 Neuengamme 1942 Auschwitz 1945 Buchenwald befreit/überlebt                 | Stolperstein für Max Liebster          | |
| Luisenstraße 36, Viernheim ·         | 10. Juli 2015  | Hier wohnte Hugo Oppenheimer Jg. 1897 Flucht 1938 USA                                                                                          | Stolperstein für Hugo Oppenheimer      | |
| Luisenstraße 36, Viernheim ·         | 10. Juli 2015  | Hier wohnte Irma Oppenheimer geb. Schnellenberg Jg. 1913 Flucht 1938 USA                                                                       | Stolperstein für Irma Oppenheimer      | |
| Luisenstraße 36, Viernheim ·         | 10. Juli 2015  | Hier wohnte Julius Oppenheimer Jg. 1895 Flucht 1938 USA                                                                                        | Stolperstein für Julius Oppenheimer    | |
| Luisenstraße 36, Viernheim ·         | 10. Juli 2015  | Hier wohnte Frieda Oppenheimer geb. Oppenheimer Jg. 1907 Flucht 1938 USA                                                                       | Stolperstein für Frieda Oppenheimer    | |
| Luisenstraße 36, Viernheim ·         | 10. Juli 2015  | Hier wohnte Doris Oppenheimer geb. Oppenheimer Jg. 1931 Flucht 1938 USA                                                                        | Stolperstein für Doris Oppenheimer     | |
| Rathausstraße 8, Viernheim ·         | 10. Juli 2015  | Hier wohnte Babette Mayer Jg. 1878 unfreiwillig verzogen 1938 Mannheim deportiert 1940 Gurs interniert Drancy 1942 Auschwitz ermordet          | Stolperstein für Babette Mayer         | |
| Rathausstraße 8, Viernheim ·         | 10. Juli 2015  | Hier wohnte Auguste Mayer Jg. 1883 unfreiwillig verzogen 1938 Mannheim deportiert 1940 Gurs interniert Drancy 1942 Auschwitz ermordet          | Stolperstein für Auguste Mayer         | |
| Rathausstraße 8, Viernheim ·         | 10. Juli 2015  | Hier wohnte Willi Mayer Jg. 1883 unfreiwillig verzogen 1938 Mannheim deportiert 1940 Gurs interniert Drancy 1942 Auschwitz ermordet            | Stolperstein für Willi Mayer           | |
| Rathausstraße 23, Viernheim ·        | 10. Juli 2015  | Hier wohnte Abraham Herzberger Jg. 1896 unfreiwillig verzogen 1935 Mannheim Flucht 1940 USA                                                    | Stolperstein für Abraham Herzberger    | |
| Rathausstraße 23, Viernheim ·        | 10. Juli 2015  | Hier wohnte Lore Oppenheimer Jg. 1921 unfreiwillig verzogen 1935 Mannheim Flucht 1937 USA                                                      | Stolperstein für Lore Oppenheimer      | |
| Rathausstraße 23, Viernheim ·        | 10. Juli 2015  | Hier wohnte Elisabeth Weissmann geb. Löb Jg. 1861 unfreiwillig verzogen 1936 Mannheim deportiert 1940 Gurs tot 15.4.1941                       | Stolperstein für Elisabeth Weissmann   | |
| Rathausstraße 23, Viernheim ·        | 10. Juli 2015  | Hier wohnte Helene Herzberger geb. Weissmann verw. Oppenheimer Jg. 1899 unfreiwillig verzogen 1935 Mannheim Flucht 1940 USA                    | Stolperstein für Helene Herzberger     | |
| Rathausstraße 23, Viernheim ·        | 10. Juli 2015  | Hier wohnte Gertrud Herzberger Jg. 1924 unfreiwillig verzogen 1935 Mannheim Flucht 1940 USA                                                    | Stolperstein für Gertrud Herzberger    | |
| Rathausstraße 28, Viernheim ·        | 29. Juni 2017  | Hier wohnte Emil Fischer Jg. 1881 ‘Schutzhaft’ 1938 Dachau deportiert 1942 Piaski ermordet                                                     | Stolperstein für Emil Fischer          | |
| Rathausstraße 28, Viernheim ·        | 29. Juni 2017  | Hier wohnte Rosa Fischer geb. Gernsheimer Jg. 1883 deportiert 1942 Piaski ermordet                                                             | Stolperstein für Rosa Fischer          | |
| Rathausstraße 34, Viernheim ·        | 29. Juni 2017  | Hier wohnte Moritz Sternheimer Jg. 1903 Flucht 1935 Argentinien                                                                                | Stolperstein für Moritz Sternheimer    | |
| Rathausstraße 34, Viernheim ·        | 29. Juni 2017  | Hier wohnte Hermann Sternheimer Jg. 1905 Flucht 1937 Argentinien                                                                               | Stolperstein für Hermann Sternheimer   | |
| Rathausstraße 34, Viernheim ·        | 29. Juni 2017  | Hier wohnte Frieda Sternheimer geb. Lion Jg. 1903 Flucht 1937 Argentinien                                                                      | Stolperstein für Frieda Sternheimer    | |
| Rathausstraße 34, Viernheim ·        | 29. Juni 2017  | Hier wohnte Hugo Sternheimer Jg. 1897 deportiert 1942 Piaski ermordet                                                                          | Stolperstein für Hugo Sternheimer      | |
| Rathausstraße 34, Viernheim ·        | 29. Juni 2017  | Hier wohnte Jettchen Sternheimer geb. Herzfeld Jg. 1870 deportiert 1942 Theresienstadt 1944 Auschwitz ermordet                                 | Stolperstein für Jettchen Sternheimer  | |
| Rathausstraße 34, Viernheim ·        | 29. Juni 2017  | Hier wohnte Else Sternheimer geb. Maas Jg. 1902 unfreiwillig verzogen Höchst/Odenwald mit Hilfe überlebt                                       | Stolperstein für Else Sternheimer      | |
| Wasserstraße 20, Viernheim ·         | 29. Juni 2017  | Hier wohnte Rosa Holzmann geb. Kaufmann Jg. 1869 Zwangsumzug Altenheim Darmstadt deportiert 1942 Theresienstadt ermordet 25.10.1942            | Stolperstein für Rosa Holzmann         | |
| Rathausstraße 29, Viernheim ·        | 29. Juni 2017  | In Viernheim wohnte Elisabeth Helbig Jg. 1902 eingewiesen 1920 Heilanstalt Goddelau 'verlegt’ 20.3.1941 Hadamar ermordet 20.3.1941 'Aktion T4' | Stolperstein für Elisabeth Helbig      | |
| Rathausstraße 31, Viernheim ·        | 29. Juni 2017  | Hier wohnte Nikolaus Haas Jg. 1892 eingewiesen 26.4.1933 Heilanstalt Heppenheim 'verlegt’ 13.5.1941 Hadamar ermordet 13.5.1941 'Aktion T4'     | Stolperstein für Nikolaus Haas         | |
| Wiesenstraße 4, Viernheim ·          | 29. Juni 2017  | Hier wohnte Franz Grammig Jg. 1896 eingewiesen 13.5.1934 Heilanstalt Heppenheim 'verlegt’ 13.5.1941 Hadamar ermordet 13.5.1941 'Aktion T4'     | Stolperstein für Franz Grammig         | |
| Blauehutstraße 30a, Viernheim ·      | 6. Nov. 2019   | Hier wohnte Sigmund Gernsheimer Jg. 1880 ‘Schutzhaft’ 1938 Dachau deportiert 1942 Piaski ermordet                                              | Stolperstein für Wilhelm Gernsheimer   | |
| Blauehutstraße 30a, Viernheim ·      | 6. Nov. 2019   | Hier wohnte Lina Gernsheimer geb. Gernsheimer Jg. 1876 Flucht 1939 USA                                                                         | Stolperstein für Lina Gernsheimer      | |
| Blauehutstraße 30a, Viernheim ·      | 6. Nov. 2019   | Hier wohnte Sally Gernsheimer Jg. 1902 Flucht 1939 USA                                                                                         | Stolperstein für Sally Gernsheimer     | |
| Wasserstraße 30a, Viernheim ·        | 6. Nov. 2019   | Hier wohnte Auguste Kaufmann geb. Jakobsohn Jg. 1864 deportiert 1942 Theresienstadt ermordet 17.9.1943                                         | Stolperstein für Auguste Kaufmann      | |
| Wasserstraße 30a, Viernheim ·        | 6. Nov. 2019   | Hier wohnte Friedrich Kaufmann Jg. 1889 ‘Schutzhaft’ 1938 Dachau deportiert 1942 Piaski ermordet                                               | Stolperstein für Friedrich Kaufmann    | |
| Wasserstraße 30a, Viernheim ·        | 6. Nov. 2019   | Hier wohnte Elsa Regina Kaufmann geb. Jacob Jg. 1907 deportiert 1942 Piaski ermordet                                                           | Stolperstein für Elsa Regina Kaufmann  | |
| Wasserstraße 30a, Viernheim ·        | 6. Nov. 2019   | Hier wohnte Ruth Kaufmann Jg. 1930 deportiert 1942 Piaski ermordet                                                                             | Stolperstein für Ruth Kaufmann         | |
| Wasserstraße 30a, Viernheim ·        | 6. Nov. 2019   | Hier wohnte Alfred Kaufmann Jg. 1934 deportiert 1942 Piaski ermordet                                                                           | Stolperstein für Alfred Kaufmann       | |
| Neubaustraße 13, Viernheim ·         | 6. Nov. 2019   | Hier wohnte Peter Hanf Jg. 1886 verhaftet 16.8.1938 Sachsenhausen ermordet 9.2.1939                                                            | Stolperstein für Peter Hanf            | |
| Waldstraße 31, Viernheim ·           | 14. März 2023  | Hier wohnte Ferdinand Mayer Jg. 1863 'Schutzhaft' 1938 Dachau deportiert 1942 Theresienstadt ermordet 11.4.1943                                |                                        | |
| Waldstraße 31, Viernheim ·           | 14. März 2023  | Hier wohnte Sara Mayer geb. Speyer Jg. 1867 deportiert 1942 Theresienstadt ermordet 2.6.1943                                                   |                                        | |
| Waldstraße 31, Viernheim ·           | 14. März 2023  | Hier wohnte Lucia Mayer Jg. 1903 gedemütigt/entrechtet tot 28. Jan. 1940 Pflegeanstalt Heppenheim                                              |                                        | |
| Lorscher Straße 32, Viernheim ·      | 14. März 2023  | Hier wohnte Julius Rosenthal Jg. 1901 Flucht 1940 USA                                                                                          |                                        | |
| Lorscher Straße 32, Viernheim ·      | 14. März 2023  | Hier wohnte Hilda Rosenthal geb. Lublin Jg. 1904 deportiert 1942 Piaski ermordet                                                               |                                        | |
| Lorscher Straße 32, Viernheim ·      | 14. März 2023  | Hier wohnte Josef Rosenthal Jg. 1936 deportiert 1942 Piaski ermordet                                                                           |                                        | |
| Lorscher Straße 32, Viernheim ·      | 14. März 2023  | Hier wohnte Gustav Lublin Jg. 1900 Flucht 1938 USA                                                                                             |                                        | |
| Luisenstraße 24 ·                    | 14. März 2023  | Hier wohnte Friederike Lublin geb. Reis Jg. 1861 Flucht 1938 USA                                                                               |                                        | |
| Luisenstraße 24 ·                    | 14. März 2023  | Hier wohnte David Lublin Jg. 1886 gedemütigt/entrechtet tot 22. Sept. 1935                                                                     |                                        | |
| Luisenstraße 24 ·                    | 14. März 2023  | Hier wohnte Alfred Lublin Jg. 1887 Flucht 1938 USA                                                                                             |                                        | |
| Luisenstraße 24 ·                    | 14. März 2023  | Hier wohnte Jenny Lublin geb. Rohrheimer Jg. 1887 Flucht 1938 USA                                                                              |                                        | |
| Luisenstraße 24 ·                    | 14. März 2023  | Hier wohnte Jakob Lublin Jg. 1920 Flucht 1938 USA                                                                                              |                                        | |
| Luisenstraße 24 ·                    | 14. März 2023  | Hier wohnte Leo Lublin Jg. 1923 Flucht 1938 USA                                                                                                |                                        | |
| Wasserstraße 24 ·                    | 14. März 2023  | Hier wohnte Peter Bischoff Jg. 1889 Gegner der NS-Diktatur verhaftet 18.6.1938 Sachsenhausen entlassen 1939 Flucht in den Tod 28. Nov. 1942    |                                        | |